# 沮渠奚念
沮渠奚念（?—?），临松（今甘肃省张掖南）卢水胡人。十六國北凉將領。沮渠蒙逊子。
401年，沮渠蒙逊把沮渠奚念送给南凉秃发利鹿孤做人质，求援于秃发利鹿孤。秃发利鹿孤不接受：“沮渠奚念年纪太小，可以派沮渠如子来。”十月，沮渠蒙逊派使节上疏秃发利鹿孤：“臣前遣奚念具披诚款，而圣旨未昭，复征弟。臣窃以为，苟有诚信，则子不为轻，若其不信，则弟不为重。今寇难未夷，不获奉诏，愿陛下亮（原谅）之。”沮渠蒙逊的话激怒了秃发利鹿孤，派张松侯秃发俱延、弟弟兴城侯秃发文支率军骑兵一万袭击沮渠蒙逊，兵临万岁、监松，抓获了沮渠蒙逊的堂弟鄯善苟子，虏掠六千多户北凉百姓。沮渠蒙逊的堂叔沮渠孔遮朝见秃发利鹿孤，答应送人质沮渠如子，秃发利鹿孤将这次抢来的人口，送还给北凉，召秃发俱延收兵。